# 描漆
描漆是一種漆器工藝，包括描漆和描油（又稱描錦）兩種方法。

## 工藝
描漆分為“描漆”和“描油”兩種工藝。描漆是指在光滑素色的漆面上，用各種色漆來描繪花紋。描油又稱“描錦”，是用桐油代替漆調製出各種顏色後，再繪製出花紋。油的好處是調製不同的顏色，而漆則達不到這個效果。漆不能調製天藍、桃紅和雪白等顏色。

## 歷史
先秦漆器皆用彩漆，當時還未出現描油工藝。漢代出現油彩以後，其使用頻率日多。至明清時期，描油甚為普遍，甚至出現全器的花紋皆為描油製成的情況。